# 深励
深励（じんれい、1749年10月13日（寛延2年9月3日） - 1817年8月20日（文化14年7月8日））、は江戸時代の浄土真宗の僧。香月院深励（こうがついんじんれい）と称されることが多い。真宗大谷派に属し、東本願寺宗学を大成した。字は子勗（しきょく）。号は亀洲など、院号は香月院。

## 概要
越前国大行寺（現・福井県福井市）に生まれる。1756年（宝暦6年）に寿天の養子となり、同国金津永臨寺（現・福井県あわら市）の住職となる。
京都高倉学寮で大谷派の慧琳や随慧に師事。また真言宗豊山派の智道や仁和寺（真言宗御室派）の竜山などに倶舎、唯識などの仏教学を学ぶ。
1791年（寛政3年）に東本願寺高倉学寮の擬講、1793年（寛政5年）に嗣講、1794年（寛政6年）に第5代の講師となる。1809年（文化6年）には一度講師職を解かれるが、1811年（文化8年）にふたたび講師に復帰、第6代講師の円乗院宣明と共に、東本願寺の宗学を支える。各地で講義を開き、『垂天結社簿』によれば門下は1249人、もしくは1264人をかぞえる。
住田智見によれば、深励の講師就任から霊暀の没するまでが東本願寺の宗学の全盛期であるという。あるいは、深励の学派が正統な学派であり、それを軌轍とし、一轍の宗学とされた時代もある。本願寺派の道隠とも関係をもち、三業惑乱にも間接的に関わった。

## 著書
- 『歎異抄講義』
- 『教行信証講義』
- 法蔵館より『香月院深励著作集』（全7巻）が出版されている。